# Bolesław Gałęza
Bolesław Gałęza (ur. 6 października 1902 w Niskich Górach, część Nowych Kichar, zm. 14 marca 1978 w Warszawie) – polski działacz partyjny i spółdzielczy, żołnierz Batalionów Chłopskich, w latach 1958–1968 wiceprezes Najwyższej Izby Kontroli.

## Życiorys
Syn Aleksandra i Jadwigi. W okresie międzywojennym aktywny działacz Związku Młodzieży Wiejskiej RP „Wici” i Stowarzyszenia Akademickiej Niezależnej Młodzieży Ludowej Orka. Redagował pismo tej ostatniej „Orka”, zajmował się także prowadzeniem odczytów dla ludności wiejskiej. Podczas II wojny światowej walczył w Batalionach Chłopskich w powiecie sandomierskim (Obwód Sandomierz BCH), był członkiem sztabu i komendantem BCh w gminie Wilczyce. Związany jednocześnie z PSS „Społem”: do 1942 inspektor w Warszawie, następnie wicedyrektor w Krakowie, od 1943 do 1945 inspektor i delegat zarządu w Radomiu. W 1945 został członkiem zarządu głównego „Społem”, a od 1948 do 1954 kierował Wydziałem Rewizyjnego w Centralnym Związku Spółdzielczym. Pomiędzy 1954 a 1956 kierował zespołem w Ministerstwie Kontroli Państwowej. Od lutego 1958 do kwietnia 1968 zajmował stanowisko wiceprezesa Najwyższej Izby Kontroli.
Od 1945 członek Stronnictwa Ludowego, od września 1948 członek jego Rady Naczelnej, a od października 1948 Głównej Komisji Rewizyjnej. Od listopada 1949 członek Zjednoczonego Stronnictwa Ludowego. W latach 1958–1964 członek Naczelnego Komitetu ZSL, następnie w latach 1964–1978 członek Głównej Komisji Rewizyjnej. W 1958 został prezesem Tymczasowego Głównego Sądu Partyjnego ZSL.
Został pochowany na Cmentarzu Wojskowym na Powązkach.

## Odznaczenia
Odznaczony Krzyżem Kawalerskim Orderu Odrodzenia Polski (1947) i Złotym Krzyżem Zasługi (1954).